# Rudi Daems
Rudi Daems (Geel, 6 juli 1963) is een voormalig Belgisch politicus voor Groen!.

## Levensloop
Hij behaalde in 1987 een licentie Politieke en Sociale wetenschappen aan de Katholieke Universiteit Leuven.
Als student en groene pacifist bood hij nietsvermoedend onderdak aan een Brits-Amerikaanse undercoveragent die tot taak had de vredesbeweging in diskrediet te brengen. In 1984 werd hij daarop beschuldigd van medeplichtigheid aan de obussenroof in Florennes opgezet door de undercoveragent. In 1985 werd hij eerst vrijgesproken op basis van twijfel. In beroep werd hij vrijgesproken zonder het voorbehoud van de twijfel. Op een verzoek tot schadeloosstelling wegens de 59 dagen 'onwerkdadige hechtenis' wilde de toenmalige minister van Justitie Jean Gol (PRL) niet ingaan. In cassatie kreeg hij ook hiervoor genoegdoening.
Halfweg de jaren 80 sloot hij zich aan bij Agalev. Van 1989 tot 1991 werkte hij als milieu-adviseur op de studiedienst van de partij en daarna werkte hij van 1991 tot 1999 voor de Agalev-fractie in de Vlaamse Raad en het Vlaams Parlement. Hij was achtereenvolgens van 1999 tot 2001 raadgever van milieuminister Vera Dua en aansluitend van 2001 tot 2003 haar adjunct-kabinetschef. Vervolgens was hij van 2003 tot 2004 adjunct-kabinetschef van de ministers Ludo Sannen en Jef Tavernier. 
Bij de derde rechtstreekse Vlaamse verkiezingen van 13 juni 2004 werd hij verkozen in de kieskring Antwerpen. Hij bleef Vlaams volksvertegenwoordiger tot juni 2009. Hij werd in het Vlaams Parlement van 2004 tot 2009 toegevoegd lid van de commissie Leefmilieu en Natuur, Landbouw, Visserij en Plattelandsbeleid en Ruimtelijke Ordening en Onroerend Erfgoed en van 2008 tot 2009 toegevoegd lid van de commissie Algemeen Beleid, Financiën en Begroting. Van midden november 2007 tot juni 2009 zat hij in het Vlaams Parlement de Groen!-fractie voor.
In het Vlaams Parlement was hij bekend voor zijn onderbouwde kritische houding. Zo volgde hij er onder andere kritisch het dossier van de Oosterweelverbinding. Na de verkiezingen van 2009 stapte hij uit de politiek.
Na zijn politieke loopbaan richtte Daems in 2010 eco2eco op, een bedrijf dat adviesverlening deed op het vlak van energie en leefmilieu en energie-audits opmaakte bij de verkoop, verhuur en renovatie van woningen en nieuwbouwwoningen, alsook particulieren, bedrijven en overheden begeleidde bij het verbeteren van hun energieverbruik. Daems bleef zaakvoerder tot in 2024. Sinds 2023 is hij zaakvoerder van het energiebureau EcoBest, een onderneming actief rond het screenen, keuren, attesteren en energiezuiniger te maken van woningen en andere gebouwen bestemd voor de verkoop- of huurmarkt.
Hij is woonachtig te Laakdal.